# Krön honom nu, Guds Lamm
Krön honom nu, Guds Lamm är en psalm med text skriven 1851 av Matthew Bridges och musiken skrevs 1868 av George Job Elvey. Texten bearbetades 1874 av Godfrey Thring. Den översattes till svenska 1987 av Gun-Britt Holgersson.

## Publicerad i
- Segertoner 1988 som nr 333 under rubriken "Lovsång och tillbedjan".[1]